# 鳳眼方環蝶
鳳眼方環蝶（Discophora sondaica）又稱鳳眼方環蝶、鳳眼矩環蝶，是方環蝶屬中的一種蝴蝶。其种加词“sondaica”意为“印度尼西亚巽他群岛的”。

## 描述
中型環蝶，略具雌雄二型性。體背褐色，腹側乳黃色或淺褐色。雄蝶頭部、口器與胸背褐色，下唇鬚與腳為乳黃色；前足跗節癒合、刺狀且有毛。雌蝶體型與雄蝶相似，但前足跗節有分節且無毛。
前翅長33-44 mm，近三角形，前緣略凸、外緣直；後翅扇形或四邊形，M3脈末端略呈角狀突出。翅背面底色褐色至深褐色，雄蝶前翅有三列白色小斑點（其中一列為泛紫色的箭形紋）；雌蝶除白斑外，前、後翅另具多列黃色斑點。後翅背面中央，雄蝶有黑褐色或灰色橢圓性標，雌蝶無。翅腹面底色淡褐、赭黃或灰褐色，中央有一深色帶貫穿前後翅，內側色調較深，並具黑色細條紋與模糊眼紋（多見於Rs與CuA1室），外緣常見波狀紋。緣毛褐色。

## 分布
本種分布於中國華東、華南、中南半島、印度、巽他陸塊、民答那峨島。台灣地區本僅在金門方有固有種，本島不產；1998年由陳光亮醫師在基隆港發現第一隻個體，之後成功建立族群並迅速擴大領域，目前全島北、中南部皆可見。

## 生態習性
棲息於竹林或有竹類生長的闊葉林，包括人工種植的竹類。一年一代，全年可見成蝶。主要在黃昏後活動，飛行快速且易被燈光吸引，喜食腐果等腐敗物。雌蝶將卵聚產於葉背，幼蟲群居並會捲葉成筒狀巢，以多種竹類植物如佛竹、蓬萊竹、刺竹、綠竹、金絲竹、泰山竹等為食。

## 資料來源
1. 1 2  徐堉峰，梁家源，黃智偉，沈宗諭. . 農業部林業及自然保育署. 2021/12. ISBN 9786267100523.
2. ↑  徐堉峰. . 台中市: 晨星出版社. 2013. ISBN 978-986-177-668-2.

## 外部連結
- 维基共享资源上的相關多媒體資源：方環蝶